# José Ortiz y Sanz
Joseph Ortiz y Sanz (Ayelo de Malferit, 5 de septiembre de 1739-Valencia, 21 de diciembre de 1822) fue un sacerdote católico español, traductor y estudioso de la Antigüedad clásica.

## Biografía

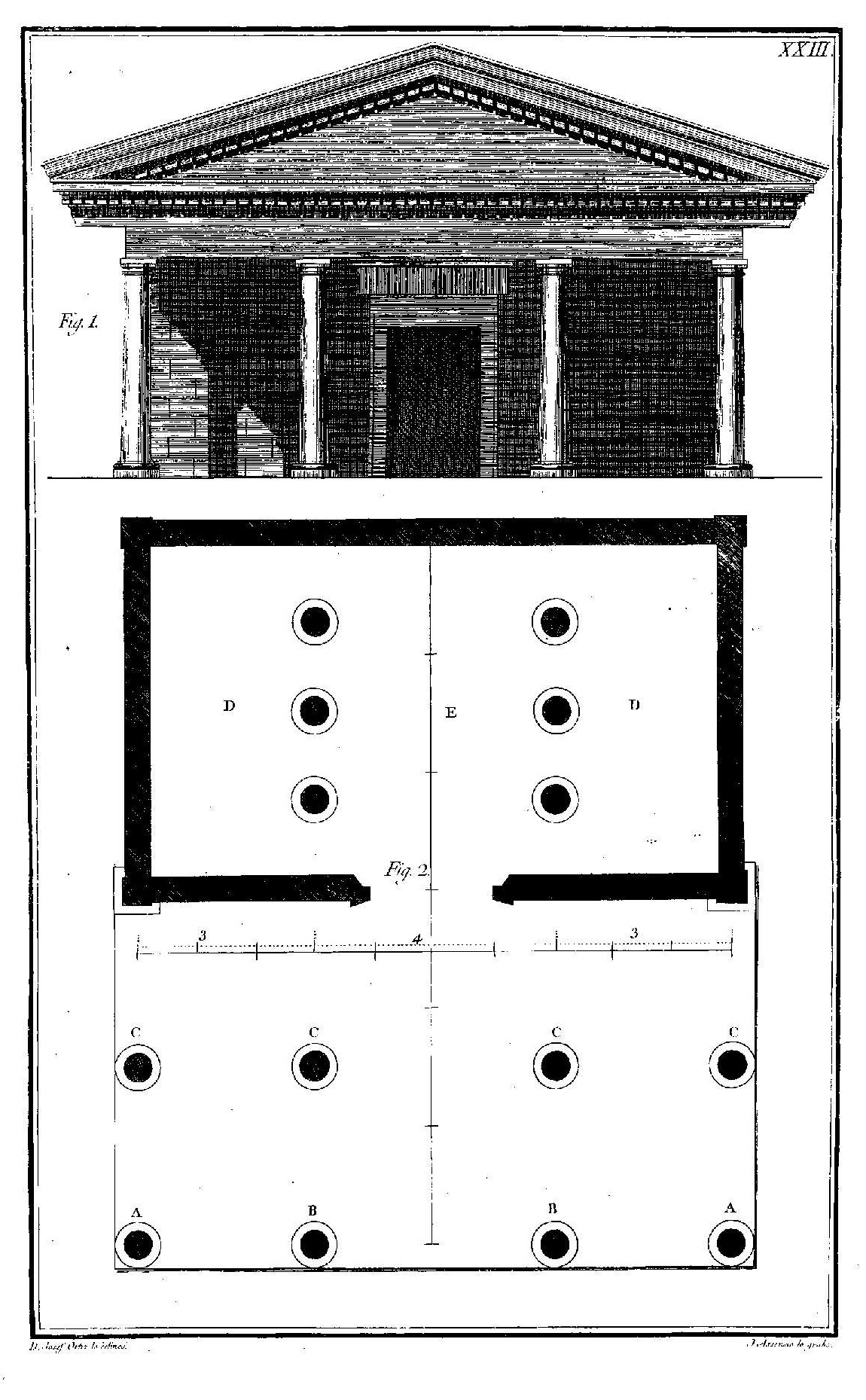
Planta y alzado de un templo a la toscana. Ilustración de Los diez libros de architectura de M. Vitruvio Polion traducidos y comentados por José Ortiz, Madrid, Imprenta Real, 1787. Grabado de José Asensio y Torres por dibujo del propio Ortiz.

Quinto hijo de una familia pudiente de labradores, aprendió a escribir de la mano del sacerdote de Ayelo, quien notó rápidamente su inteligencia y dedicación y lo recomendó para el colegio jesuita de Onteniente. A los dieciséis años se graduó de bachiller en Artes en Valencia y en la Universidad continuó estudios de filosofía. En 1760 se trasladó a la Universidad de Orihuela para obtener un doctorado en derecho canónico y civil, que completó en 1764. A los 28 años, fue ordenado sacerdote diocesano.
Con objeto de realizar una traducción de las obras del arquitecto romano Vitruvio, viajó a Italia en 1778; llegó a Roma el 27 de septiembre de ese año. En 1781 publicó su primera obra, Abaton Reseratum, en latín, que trataba sobre la obra de Vitruvio. Su libro fue bien acogido por la crítica italiana. Su traducción comentada de Los diez libros de architectura, ilustrada con láminas abiertas por distintos grabadores sobre dibujos proporcionados por él, salió publicada en Madrid en 1787 por la Imprenta Real.
En 1784 regresó a España y se instaló en Madrid, donde pocos años después conseguiría un trabajo en la Biblioteca Real que conservaría durante siete años. Fue aproximadamente en esta época en la que decidió realizar un catálogo de las obras italianas en España, su Viage arquitectónico-anticuario, catálogo que ya había intentado realizar el marqués Luis José de Velásquez pero que había quedado inconcluso a causa de su muerte.
Para realizar el catálogo contó con la aprobación y financiación de Carlos III, pero en julio de 1788 cayó enfermo, por lo que hubo de regresar por una temporada a Madrid para recuperarse. En este período tradujo las Vidas de los filósofos más ilustres de Diógenes Laercio. Tras recuperarse pidió continuar su viaje, contando con la aprobación de Carlos IV, sin embargo recibió varias encomiendas que lo retrasaron. Publicó Nueva Historia de España en 1802, tradujo los Cuatro Libros de Arquitectura de Andrea Palladio en 1797.
En los años siguientes intentó conseguir fondos para retomar su viaje pero no logró obtener lo suficiente, así que se limitó a hacer pequeños estudios sobre la arquitectura de ciudades en particular o a publicar traducciones de textos en latín. En sus últimos años entró en la Academia de la Historia y trabajó como académico en la Real Academia de San Carlos de Valencia.
Murió en la mañana del 21 de diciembre de 1822, a los 83 años.

## Obra
- Los diez libros de architectura de M. Vitruvio Polión, traducidos del latín y comentados por Joseph Ortíz y Sanz. Madrid: Imprenta Real. 1787.
- Historia de España. Tomos VII, VIII Y IX. 1791-1796.
- Los diez libros de Diógenes Laercio sobre las vidas, opiniones y sentencias de los filósofos más ilustres. En dos tomos. Madrid: Imprenta Real. 1792.
- Los quatro libros de arquitectura de Andres Paladio, Vicentin; traducidos e ilustrados con notas por don Joseph Francisco Ortiz y Sanz. Madrid: Imprenta Real. 1797.
- Compendio cronológico de la Historia de España. Tomos I-VII. 1795-1803.